# 西藏自治区波密监狱
西藏自治区波密监狱是隶属于西藏自治区监狱管理局的监狱。该监狱坐落在西藏自治区林芝地区波密县。

## 沿革
该监狱原为1980年代初成立的西藏自治区公安厅第二劳改队，由西藏自治区公安厅管理。后来，根据中共西藏自治区党委、西藏自治区人民政府的决定，1992年3月该劳改队由西藏自治区公安厅整建制移交给西藏自治区司法厅管理。1994年该劳改队改为西藏自治区波密监狱。该监狱俗称扎木监狱、波密二监狱。

## 医疗及服务设施
该监狱设有医务所。西藏自治区司法中心医院也为该监狱囚犯服务。

## 历任监狱长
- 唐卫东（2011年前后在任）[4]